# Dymitr Samozwaniec I

Podpis Dymitra

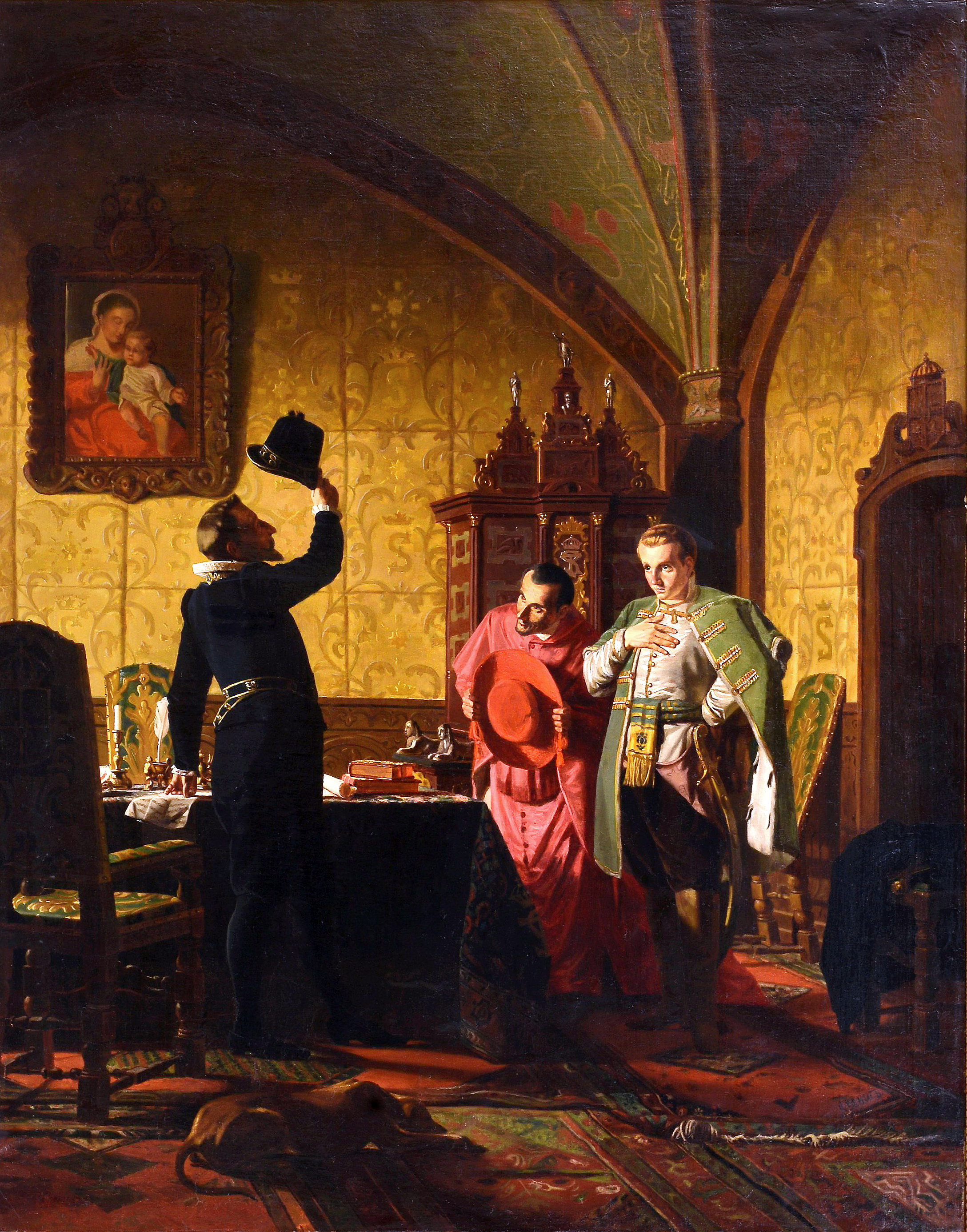
Dymitr Samozwaniec I przysięga Zygmuntowi III Wazie wprowadzenie katolicyzmu w Rosji

Dymitr Samozwaniec I, (ros. Лжедмитрий I, Łżedmitrij I, ur. ok. 1581, zm. 17 maja?/27 maja 1606) – car Moskwy, rzekomo cudownie ocalały carewicz Dymitr (syn Iwana IV Groźnego).

## Kwestia pochodzenia
Pochodzenie i prawdziwe imię nie są dokładnie znane; pewne prawdopodobieństwo ma wersja, iż Samozwańcem był zbiegły mnich Monasteru Czudowskiego w Moskwie Grigorij „Griszka” Otriepjew (Григорий „Гришка” Отрепьев), imię świeckie – Jurij Bogdanowicz Otrepiew. Niepewna tożsamość Samozwańca sprawia, iż fakty biograficzne do momentu znalezienia się w Polsce są sprzeczne i często kolidują ze sobą. Historyk Siergiej Płatonow (1860–1933) utrzymywał, że „Nie sposób uznać, iż samozwaniec był Otrepiewem; nie sposób również twierdzić, iż Otrepiew nie mógł nim być: prawda jest na razie nieznana”. Prawdopodobnie Otrepiew był prawosławnym mnichem w latach 1601–1602; w lutym tego roku uciekł za granicę. Języka polskiego i łacińskiego uczył się w szkole braci polskich w Hoszczy na Wołyniu. Już w 1603 odnotowano jego obecność w Brahiniu u Adama Wiśniowieckiego.
Według jednej z krążących ówcześnie pogłosek, Samozwaniec miał być też rzekomo nieślubnym synem Stefana Batorego, pochodzącym z jego potajemnego związku z córką borowego z okolic Grodna – ulubionego miejsca polowań króla.

## Szukanie poparcia i wyprawa na Moskwę
W 1604 Samozwaniec przybył do Krakowa. Został przyjęty przez Zygmunta III Wazę. Przedstawił mu plan wyprawy na Moskwę w celu zdobycia tronu carskiego. Król nie zajął jednoznacznego stanowiska, natomiast wiele wpływowych osobistości z Janem Zamoyskim na czele uznało przedsięwzięcie za szkodliwe dla interesów Rzeczypospolitej. Magnackie rody Mniszchów i Wiśniowieckich spoglądały z zainteresowaniem na ten plan – wierzyły w nabycie nowych ziem dla swoich domen i rozszerzenie wpływów. Tak samo jak rosyjskie rody bojarów: Szujskich, Bielskich, Romanowów, Mścisławskich – liczyli na przywileje podobne do tych, jakie mieli polscy magnaci. Mniszchowie pragnęli wykorzystać zamęt w Rosji wywołany sporem cara Godunowa z wielkimi rosyjskimi rodami.
Dymitr znalazł więc poparcie u kilku magnatów polskich oraz w zakonie jezuitów i u nuncjusza papieskiego. Także przejście na katolicyzm (w czym wspomagał go ks. Franciszek Pomaski) i zamiar podporządkowania Cerkwi Prawosławnej Stolicy Apostolskiej pomogły mu znaleźć poparcie w Polsce. W ramach przygotowania wyprawy zebrał 2500 polskich żołnierzy, do których przyłączyło się następnie 2000 kozaków dońskich. Wyruszył na wschód 15 sierpnia 1604 roku. Po przekroczeniu granic Moskowii (31 października) napotkał on opór wojsk carskich. Rozpoczęło się trwające od 16 listopada 1604 do 12 stycznia 1605 roku nieudane oblężenie Nowogrodu Siewierskiego, bronionego przez wojewodę Piotra Fiodorowicza Basmanowa. 31 grudnia 1604 roku pod Nowogrodem Siewierskim doszło do zwycięskiej bitwy wojsk Dymitra z armią carską dowodzoną przez kniazia Mścisławskiego. Po przegranej bitwie pod Dobryniczami koło Siewska 31 stycznia 1605 zmuszony był wycofać swoje siły na południe. Sytuację Dymitra poprawiły powstanie ludowe na Ukrainie Siewierskiej oraz zajęcie przez kozaków dońskich twierdzy w Kromach. Po nagłej śmierci Borysa Godunowa Dymitr 20 czerwca 1605 roku zajął Moskwę. Uznany przez carycę Marfę (żonę Iwana Groźnego i matkę zabitego carewicza) za syna – Dymitra Iwanowicza. Koronowany 30 lipca. W 1606, tuż przed śmiercią, poślubił Marynę Mniszchównę.

## Kres władzy
Był lubiany, choć i nierozumiany przez poddanych, gdyż „nie czcił” miejscowych obyczajów: nie nosił brody, nie przestrzegał postów cerkiewnych, nie spał po obiedzie (co było w zwyczaju), otaczał się obcokrajowcami, zwłaszcza Polakami. Dodatkowo, był znany ze swych „podbojów miłosnych”. Liczne intrygi wśród szlachty wywołały rychłe powstanie, które zakończyło się śmiercią Dymitra I oraz ok. 500 Polaków, głównie dworzan i szlachty. Na czele buntu stał przyszły car Wasyl Szujski. Zwłoki Dymitra zostały najpierw pochowane, później odkopane, zawleczone na sznurze uwiązanym do genitaliów na Łobnoje Miesto. Tam zmasakrowane ciało zostało poćwiartowane i spalone. Prochami nabito armatę ustawioną na rogatkach Moskwy i wystrzelono je na zachód – w kierunku Polski.

## Ocena
Dotychczas nie ma jednoznacznej oceny Dymitra Samozwańca jako rządcy Rosji. Nie ma on stronników czy sympatyków wśród historyków rosyjskich, zapewne ze względu na pochodzenie, na powiązanie z Polską i z katolicyzmem oraz na kłamstwo, które leżało u podstaw jego władzy. Jednak pewne przesłanki wskazują na to, iż był carem aktywnym i świadomym. Ogłosił liczne amnestie wobec zesłanej szlachty moskiewskiej, oddał im mienie i ziemię. Filaret (Romanow) został przez niego uwolniony z zesłania i mianowany metropolitą rostowskim. Car podniósł wynagrodzenie służących, zliberalizował zależność chłopów od ich właścicieli. Za jego panowania swobodnie można było wyjeżdżać za granicę.
Aktywnie uczestniczył w „sprawach państwowych”, pracując nad ustawami; przyjmował ludzi z prośbami i podaniami. Zaczął przygotowywać się do wojny z Turcją, szukając sprzymierzeńców w Polsce i Stolicy Apostolskiej (pomocy nie otrzymał w związku z niespełnieniem wcześniejszych obietnic wprowadzenia katolicyzmu w Rosji jako wiary państwowej oraz zwiększenia terytorium Rzeczypospolitej kosztem ziem moskiewskich). Krótki okres jego rządów (11 miesięcy) nie pozwala ocenić go w pełni obiektywnie.